# Glomeridesmus latus
Glomeridesmus latus är en mångfotingart som beskrevs av Loomis 1961. Glomeridesmus latus ingår i släktet Glomeridesmus och familjen Glomeridesmidae. Inga underarter finns listade i Catalogue of Life.